# Calle Carpio
La calle Carpio es una vía pública de la ciudad española de Oviedo.

## Descripción
La vía nace de la calle del Sol y discurre hasta Marqués de Gastañaga. En el pasado, albergó la casa consistorial de la ciudad. Aparece descrita en El libro de Oviedo (1887) de Fermín Canella y Secades con las siguientes palabras:

Carpio.—Siguiendo á inseguras y combatidas tradiciones dícese que aquí se crió ocultamente el famoso Bernardo, hijo de doña Gimena, hermana del Castro, y del conde de Saldaña: mas no satisfacen las relaciones del romance para la verdadera historia. Carpio, dice Covarrubias, que es lugar ó localidad en tierras de Castilla y Andalucía, donde se venden objetos y productos diferentes para las necesidades de la vida; esto es: plaza bien abastecida. Pudo ser mercado de extramuros el sitio en cuestión, antes de edificarse la manzana de casas entre esta calle y la de Santo Domingo; aunque sería esto en lejanos siglos, pues las edificaciones de los números impares á juzgar por las típicas escaleras de piedra dentro de cerrados patios ó corradas, ya acusan bastante antigüedad. Dijo también el sr. Amandi, en breves indicaciones sobre las calles ovetenses, que tal vez se derivaría el nombre del verbo latino carpo, para señalar una localidad despejada á propósito para secar ó madurar los frutos. Comenzaba en la Plaza y en la casa núm. 2, donde estaba la antigua Casa municipal de la ciudad. Por último en esta calle vivió el Maestro de campo Prado, injustamente exhonerado á consecuencia de la defensa de la Habana en 1762.—Ent.: Plaza.—Conc.: Libertad.
(Canella y Secades, 1887, p. 110)